# Saison 1 de Bella et les Bulldogs
 (mai 2016).
Le contenu est difficilement compréhensible vu les erreurs de traduction, qui sont peut-être dues à l'utilisation d'un logiciel de traduction automatique.
Chronologie
Saison 2
Cet article présente les épisodes de la première saison de la série télévisée américaine Bella et les Bulldogs (Bella and the Bulldogs).

## Distribution

### Acteurs principaux
- Brec Bassinger (VFB : Mélanie Dambermont) : Bella Dawson
- Coy Stewart (en) : Troy Dixon
- Jackie Radinsky : Sawyer Huggins
- Buddy Handleson : Newt Van Der Rohe
- Haley Tju : Pepper Silverstein
- Lilimar : Sophie De La Rosa

### Acteurs récurrents
- Rio Mangini : Ace McFumbles
- Dorien Wilson (en) : Coach Russell
- Annie Tedesco : Carrie Dawson

## Épisodes

### Épisode 1 ET 2:La Nouvelle quarterback (Newbie QB)
- États-Unis : 17 janvier 2015
- France : 4 mai 2015
- Québec : 7 et 14 janvier 2016

### Épisode 3 :La Fuite (That's Some Gossip, Girl)
- États-Unis : 24 janvier 2015
- France : 5 mai 2015
- Québec : 21 janvier 2016

### Épisode 4 :Cinq jours de crasse (Pretty in Stink)
- États-Unis : 31 janvier 2015
- France : 6 mai 2015
- Québec : 28 janvier 2016

### Épisode 5: LeFestival Texan (Tex Fest)
- États-Unis : 7 février 2015
- France : 7 mai 2015
- Québec : 4 février 2016

### Épisode 6 :Receveur étoile (Dancing in the Endzone)
- États-Unis : 14 février 2015
- France : 8 mai 2015
- Québec : 11 février 2016

### Épisode 7 :C'est Mon tri-tope-là!(That's My Tri-Five!)
- États-Unis : 28 février 2015
- France : 11 mai 2015
- Québec : 18 février 2016

### Épisode 8 :Une semaine d'enfer(A Good Bye Week)
- États-Unis : 7 mars 2015
- France : 12 mai 2015
- Québec : 25 février 2016

### Épisode 9:Deux amis, un receveur(Bromantically Challenged)
- États-Unis : 14 mars 2015
- France : 13 mai 2015
- Québec : 3 mars 2016

### Épisode 10 :La Tornade, (Tornado Afraido)
- États-Unis : 21 mars 2015
- France : 7 décembre 2015

### Épisode 11 :Mise à l'épreuve(Incomplete Pass)
- États-Unis : 23 mars 2015
- France : 14 mai 2015

### Épisode 12 :Quarterback remplaçant(Backseat Quarterback)
- États-Unis : 4 avril 2015
- France : 8 décembre 2015

### Épisode 13 :Rendez-vous avec l'ennemi(Traitor Dater)
- États-Unis : 11 avril 2015
- France : 9 décembre 2015

### Épisode 14 :Le parrainage(Bulldog Buddies)
- États-Unis : 18 avril 2015
- France : 10 décembre 2015

### Épisode 15 :Le footballeur amoureux(Player Hater)
- États-Unis : 25 avril 2015
- France : 11 décembre 2015

### Épisode 16 :Tous avec Newt(Root for Newt)
- États-Unis : 2 mai 2015
- France : 14 décembre 2015

### Épisode 17 :Le blues des Bulldogs(Bulldog Blues)
- États-Unis : 9 mai 2015
- France : 16 décembre 2015

### Épisode 18 :La guerre des sports(Kicking and Scheming)
- États-Unis : 16 mai 2015
- France : 15 décembre 2015

### Épisode 19 :Cassé(Third Degree Ba-Burn)
- États-Unis : 23 mai 2015
- France : 18 décembre 2015

### Épisode 20 :Interdit aux filles(No Girls Allowed)
- États-Unis : 30 mai 2015
- France : 17 décembre 2015